# クロイ&ハリー
クロイ&ハリー（Chloe x Halle、クロイ・アンド・ハリー）は、アメリカ合衆国ジョージア州アトランタ出身のR&Bデュオ。姉妹であるクロイ・ベイリー、ハリー・ベイリーの2人で構成されている。日本語では「クロエ&ハリー」などの表記も見られる。
子役として活動した後、YouTubeへの楽曲カバー動画やディズニー関連のプロジェクトが話題を呼び、ビヨンセのレーベルと契約。2018年のデビューアルバム『The Kids Are Alright』は、グラミー賞で最優秀新人賞など2部門にノミネートされた。2020年には2作目の『Ungodly Hour』をリリースし、グラミー賞で3部門にノミネートされた。

## 来歴

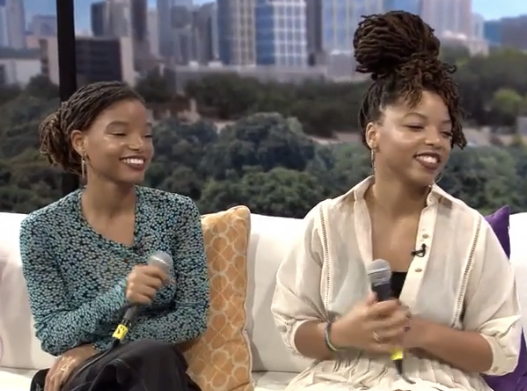
インタビューを受けるChloe x Halle（2018年）

クロイ・エリザベス・ベイリー（Chloe Elizabeth Bailey、1998年7月1日 - ）とハリー・リン・ベイリー（Halle Lynn Bailey、2000年3月27日 - ）の姉妹は、ジョージア州アトランタで生まれた。2人は子役として映画『ファイティング・テンプテーションズ』（2003年）と『レット・イット・シャイン』（2012年）で脇役を演じた。2012年半ばにロサンゼルスに越した後、2人が13歳と11歳の時にYouTubeチャンネルを立ち上げ、ビヨンセの「ベスト・シング・アイ・ネヴァー・ハッド」のカバーなどを投稿している。2012年12月にはラジオ・ディズニーの「The Next Big Thing」の第5シーズンの優勝者に選ばれた。
YouTubeの動画やディズニーのプロジェクトで注目を集めた後、2013年9月に4曲入りのEP『Uncovered』を自主制作でリリースした。その後、ビヨンセに見出され彼女のレーベルであるパークウッド・エンターテイメントと契約する。
2016年にEP『Sugar Symphony』、2017年にはミックステープ『The Two of Us』をリリースする。
2018年にはシットコム『Grownish』に主演し、3月23日にはデビューアルバム『The Kids Are Alright』をリリース。第61回グラミー賞の最優秀新人賞と最優秀アーバン・コンテンポラリー・アルバム賞にノミネートされた。
2020年6月12日、2作目のアルバム『Ungodly Hour』をリリースする。アルバムのリード・シングル「Do It」は、初のビルボード・ホット100にチャートインを果たす。第63回グラミー賞ではアルバムが最優秀プログレッシブR&Bアルバム賞に、「Wonder What She Thinks of Me」が最優秀トラディショナルR&Bパフォーマンス賞に、「Do It」が最優秀R&Bソング賞にノミネートされた。

## ディスコグラフィ
スタジオ・アルバム
- The Kids Are Alright (2018年)
- Ungodly Hour (2020年)